# Полиаденилирование

Строение зрелой эукариотической мРНК

Полиаденили́рование — это процесс присоединения большого количества остатков аденозинмонофосфата (поли(А)-хвоста) к 3'-концу первичной мРНК (пре-мРНК). Иными словами, поли(А)-хвост — это фрагмент молекулы мРНК, азотистые основания которого представлены только аденином. У эукариот полиаденилирование является частью процессинга мРНК — процесса созревания первичного транскрипта в зрелую мРНК, готовую для трансляции. Процессинг, в свою очередь, является одним из этапов экспрессии генов.
Полиаденилирование начинается, когда завершается транскрипция гена, то есть образование первичного транскрипта. Перед началом полиаденилирования особый мультисубъединичный белковый комплекс отщепляет 3'-концевой участок первичного транскрипта. Место расщепления определяется положением универсальных сигнальных последовательностей в первичном транскрипте; в некоторых случаях расщепление может происходить в нескольких альтернативных сайтах. Таким образом, полиаденилирование даёт возможность для образования различных мРНК одного гена (альтернативное полиаденилирование), подобно тому, как это происходит при альтернативном сплайсинге. После формирования нового 3'-конца транскрипта компонент белкового комплекса поли(А)-полимераза осуществляет синтез поли(А)-хвоста, используя 3'-концевой нуклеотид как затравку.
Поли(А)-хвост играет важную роль в транспорте мРНК из ядра, её трансляции и стабильности. Со временем поли(А)-хвост укорачивается, и, когда его длина станет достаточно малой, мРНК разрушается под действием специальных ферментов. Однако в клетках некоторых типов мРНК с короткими поли(А)-хвостами запасаются в цитозоле для дальнейшей активации путём реполиаденилирования. У бактерий, напротив, полиаденилирование запускает разрушение транскрипта. Подобный эффект полиаденилирования отмечен и для некоторых эукариотических некодирующих РНК.

## Ядерное полиаденилирование

### Функции
При ядерном полиаденилировании поли(А)-хвост присоединяется к мРНК в конце транскрипции. Полиаденилирование защищает мРНК от ферментативного разрушения в цитоплазме, способствует терминации транскрипции, участвует в экспорте мРНК из ядра и трансляции. Практически все эукариотические мРНК полиаденилируются, исключением являются мРНК гистонов, образование которых зависит от циклов репликации исходной ДНК. Они являются единственными эукариотическими мРНК, у которых отсутствует поли(А)-хвост, вместо него на 3'-конце транскрипта располагается шпилька, за которой находится обогащённая пуринами последовательность (гистоновый нисходящий элемент (англ. histone downstream element)), отмечающая место, где был произведён разрез исходного транскрипта.
Многие эукариотические некодирующие РНК также полиаденилируются в конце трансляции. Среди них есть малые РНК, у которых поли(А)-хвост имеется лишь на промежуточной стадии, но удаляется в ходе процессинга и отсутствует у зрелых молекул (таковы, например, микроРНК). Однако у многих длинных некодирующих РНК, по-видимому, являющихся обширной группой регуляторных РНК (например, у РНК Xist, задействованной в инактивации Х-хромосомы), поли(А)-хвост является частью зрелой РНК.

### Механизм
В ядре аппарат полиаденилирования работает с продуктами активности РНК-полимеразы II, например, предшественниками мРНК. При этом мультибелковый комплекс (см. справа) отрезает наиболее близкую к 3'-концу часть транскрипта и полиаденилирует образовавшийся в результате разреза конец. Этот разрез катализируется ферментом CPSF и происходит на 10—30 нуклеотидов ниже его сайта связывания. Обычно сайтом связывания CPSF служит последовательность AAUAAA, однако возможны и другие последовательности, с которыми CPSF связывается более слабо. Специфичность связывания с РНК обеспечивается двумя другими белками: CstF и CFI. CstF связывается с GU-богатым участком РНК ниже сайта связывания CPSF. CFI связывается со специальным сайтом на РНК (у млекопитающих это набор последовательностей UGUAA) и может обеспечить связывание CPSF с транскриптом даже в отсутствие сигнала AAUAAA. Сигнал полиаденилирования — особая последовательность, распознаваемая белковым комплексом, разрезающим РНК — варьирует у различных групп эукариот. У человека сигналом полиаденилирования в большинстве случаев служит последовательность AAUAAA, но у растений и грибов она является сигналом полиаденилирования реже.
Обычно разрезание РНК происходит до завершения транскрипции, поскольку CstF также связывается с РНК-полимеразой II. CstF служит сигналом к диссоциации от цепи для РНК-полимеразы II, однако механизм этого сигнала плохо понятен. В разрезании также принимает участие белок CFII, однако его роль ещё не ясна. Сайт разрезания связан с сигналом полиаденилирования, и его длина может составлять до 50 нуклеотидов.
После разрезания РНК начинается полиаденилирование, катализируемое ферментом полиаденилат-полимеразой (поли(А)-полимеразой). Поли(А)-полимераза осуществляет наращивание поли(А)-хвоста, добавляя к РНК АМФ, получаемый из АТФ с высвобождением пирофосфата. Другой белок — PAB2 — связывается с новым, ещё коротким поли(А)-хвостом и увеличивает сродство поли(А)-полимеразы к РНК. Когда длина поли(А)-хвоста достигает приблизительно 250 нуклеотидов, поли(А)-полимераза более не может быть связанной с CPSF и полиаденилирование останавливается, тем самым детерминируя длину поли(А)-хвоста. Поскольку CPSF также связан с РНК-полимеразой II, он посылает ей сигнал о прекращении транскрипции. Когда РНК-полимераза II достигает терминирующей последовательности (ТТАТТ на ДНК-матрице и AAUAAA на первичном транскрипте), происходит терминация транскрипции. Аппарат полиаденилирования также физически связан со сплайсосомой — комплексом, вырезающим интроны из РНК.

### Последующие эффекты

Циркуляризация (замыкание в петлю) мРНК

Поли(А)-хвост выступает сайтом связывания для поли(А)-связывающего белка (PABP). PABP способствует экспорту РНК из ядра и трансляции, в то же время подавляя её деградацию. Связывание этого белка с поли(А)-хвостом происходит до экспорта РНК из ядра. У дрожжей PABP привлекает к транскрипту поли(А)-нуклеазу — фермент, укорачивающий поли(А)-хвост и тем самым делающий возможным транспорт РНК из ядра. Вместе с РНК в цитоплазму перемещается и РАВР. мРНК, не экспортированные в цитоплазму, разрушаются специальным комплексом — экзосомой. РАВР также способен связываться и привлекать к транскрипту ряд белков, оказывающих влияние на трансляцию, например, фактор инициации 4G, который, в свою очередь, участвует в привлечении к мРНК рибосомной субъединицы 40S. Кроме того, PABP за счёт связывания с факторами инициации трансляции, связанными с 5'-концом мРНК, обеспечивает образование замкнутой петли из линейной мРНК (циркуляризацию мРНК). По-видимому, циркуляризация мРНК обеспечивает эффективную «круговую» трансляцию, при которой за счёт сближенности 5'- и 3'-концов рибосома, подошедшая к 3'-концу мРНК, не диссоциирует от неё, а сразу переходит на 5'-конец и начинает новый раунд трансляции. Наконец, кроме общих механизмов воздействия PABP на трансляцию, они могут специфически влиять на трансляцию отдельных мРНК. Тем не менее, поли(А)-хвост не является необходимым для трансляции всех мРНК.

### Деаденилирование
В соматических клетках эукариот поли(А)-хвост в цитоплазме укорачивается, и мРНК с укороченными поли(А)-хвостами меньше транслируются и быстрее деградируются. Однако до полной деградации мРНК может пройти несколько часов. Это деаденилирование и деградация мРНК могут ускоряться микроРНК, связывающимися с 3'-нетранслируемой областью (3'-UTR) транскрипта. В ооцитах мРНК с укороченными поли(А)-хвостами не разрушаются, а запасаются в неактивном виде без трансляции и впоследствии активируются путём цитоплазматического полиаденилирования, происходящего после оплодотворения в ходе активации яйца. Это явление получило название «маскирование мРНК».
У животных поли(А)-рибонуклеаза может связываться с кэпом и при этом удалять нуклеотиды с поли(А)-хвоста. Доступность связывания с кэпом и поли(А)-хвостом важна для регуляции того, как скоро мРНК будет разрушена. PARN имеет меньшую деаденилирующую активность, если с РНК связаны факторы инициации трансляции 4E в области кэпа и 4G на поли(А)-хвосте, поэтому трансляция сокращает деаденилирование. Скорость деаденилирования может также регулироваться РНК-связывающими белками. После удаления с транскрипта поли(А)-хвоста декэпирующий комплекс убирает кэп, что ведёт к деградации РНК. У дрожжей также было идентифицировано несколько других ферментов, задействованных в деаденилировании.

### Альтернативное полиаденилирование

Результат использования различных сайтов полиаденилирования в транскриптах одного и того же гена

Многие белоккодирующие гены могут иметь более одного сайта полиаденилирования, поэтому с одного и того же гена можно получить несколько РНК, различающихся своими 3'-концами. Это явление получило название альтернативного полиаденилирования. Поскольку альтернативное полиаденилирование изменяет длину 3'-UTR, оно может повлиять на то, какие сайты связывания с микроРНК останутся на транскрипте. Обычно микроРНК подавляют трансляцию и запускают деградацию мРНК, с которыми они связаны, хотя известны примеры, когда микроРНК стабилизирует транскрипт. Альтернативное полиаденилирование может также изменить длину кодирующей области, из-за чего получающиеся мРНК будут кодировать различные белки, однако такое явление встречается реже, чем укорочение 3'-UTR.
Выбор сайта полиаденилирования может зависеть от внеклеточных стимулов и экспрессии определённых белков, участвующих в полиаденилировании. Например, экспрессия белка CSTF2 — субъединицы CstF — активирует макрофаги в ответ на липополисахариды (группа бактериальных соединений, вызывающих иммунный ответ). Это приводит к выбору более слабого сайта полиаденилирования и образованию более коротких транскриптов с укороченной 3'-UTR у генов, белковые продукты которых участвуют в осуществлении защитной реакции (например, лизоцима и TNF-α). В результате в этих транскриптах отсутствуют некоторые регуляторные элементы, локализующиеся в 3'-UTR, что увеличивает их срок жизни и даёт возможность для образования большего количества защитных белков. Роль в выборе сайта полиаденилирования могут играть и белки, не связанные непосредственно с аппаратом полиаденилирования, например, усиливающие метилирование ДНК рядом с сайтом полиаденилирования.

### Цитоплазматическое полиаденилирование
В некоторых клетках животных, а именно клетках зародышевой линии в ходе раннего эмбриогенеза, а также постсинаптических участках нейронов происходит полиаденилирование в цитозоле. В ходе цитоплазматического полиаденилирования происходит удлинение поли(А)-хвоста у инактивированных мРНК с укороченным поли(А)-хвостом. В результате цитоплазматического полиаденилирования они активируются и транслируются. До этого длина поли(А)-хвоста таких мРНК составляет около 20 нуклеотидов, а в ходе цитоплазматического полиаденилирования он удлиняется до 80—150 нуклеотидов.
В раннем эмбрионе мыши цитоплазматическое полиаденилирование инактивированных материнских мРНК, содержавшихся в яйцеклетке до оплодотворения, позволяет клеткам выжить и расти, хотя транскрипция в самом зародыше начинается на двуклеточной (у человека — четырёхклеточной) стадии. В мозге цитоплазматическое полиаденилирование активируется в процессе обучения и может играть роль в долговременной потенциации.
В цитоплазматическом полиаденилировании задействованы РНК-связывающие белки CPSF и CPEB, кроме того, в нём могут и участвовать другие РНК-связывающие белки, например, PUM1. В зависимости от типа клеток цитоплазматическое полиаденилирование может осуществлять либо поли(А)-полимераза, идентичная той, что задействована в ядерном полиаденилировании, либо цитоплазматическая полимераза GLD-2.

### Роль в деградации РНК у эукариот
Для многих некодирующих РНК, в том числе тРНК, рРНК, малых ядерных РНК и малых ядрышковых РНК полиаденилирование является меткой для их деградации, по крайней мере, у дрожжей. Полиаденилирование таких РНК осуществляет комплекс TRAMP, присоединяющий около 4 нуклеотидов к их 3'-концу. Меченная таким образом РНК разрушается экзосомой. У человеческих рРНК также были выявлены поли(А)-хвосты, причём среди них были как гомополимерные (состоящие только из А), так и гетерополимерные (состоящие по большей части из А) хвосты.

## Полиаденилирование у прокариот и органелл

У бактерий полиаденилирование помогает ферменту полинуклеотидфосфорилазе разрушить вторичную структуру РНК.

У многих бактерий полиаденилируются как мРНК, так и некодирующие РНК. Поли(А)-хвосты в этом случае стимулируют деградацию этих РНК специальным мультибелковым комплексом — деградосомой, который включает два РНК-разрушающих фермента: полинуклеотидфосфорилазу и РНКазу E. Полинуклеотидфосфорилаза связывается с 3'-концом РНК, а поли(А)-хвост за счёт дополнительного места для посадки фермента даёт возможность этому ферменту связаться с РНК, чья вторичная структура делала невозможной посадку на непосредственно 3'-конец. Последующие циклы полиаденилирования и деградации 3'-конца, осуществляемые полинуклеотидфосфорилазой, позволяют деградосоме преодолевать неудобную вторичную структуру транскрипта. Поли(А)-хвост может также привлекать РНКазы, разрезающие РНК на два фрагмента. Такие бактериальные поли(А)-хвосты имеют длину около 30 нуклеотидов.
У трипаносом в митохондриях открыты примеры полиаденилирования, как стабилизирующие, так и дестабилизирующие РНК. Дестабилизирующие поли(А)-хвосты известны и для мРНК, и для некодирующих РНК. Средняя длина поли(А)-хвостов в митохондриях трипаносом составляет около 43 нуклеотидов. Стабилизирующие поли(А)-хвосты начинаются со стоп-кодона, и без поли(А)-хвоста в мРНК нет стоп-кодона UAA, потому что в мРНК без поли(А)-хвоста встречаются U и сочетание UA, но не UAA. Для митохондрий растений известно только дестабилизирующее полиаденилирование, а в митохондриях дрожжей полиаденилирования вообще нет.
Хотя у бактерий и митохондрий имеется поли(А)-полимераза, у них встречается и другой тип полиаденилирования, осуществляемый полинуклеотидфосфорилазой самой по себе. Этот фермент имеется у бактерий, митохондрий, пластид, а также входит в состав экзосом архей. Он способен синтезировать продолжение 3'-конца, и в этом продолжении подавляющее число азотистых оснований представлено аденином. Как и у бактерий, полиаденилирование, осуществляемое полинуклеотидфосфорилазой, стимулирует разрушение РНК у пластид и, возможно, архей.

## Эволюция
Хотя полиаденилирование имеется у практически всех организмов, его механизмы не универсальны. Однако широкое распространение полиаденилирования и факт того, что оно имеется у организмов из всех трёх доменов жизни, даёт основания предполагать, что последний универсальный общий предок всех организмов в некотором виде имел систему полиаденилирования. Небольшое число организмов не полиаденилируют свои мРНК, что свидетельствует о том, что они утратили способность к полиаденилированию в ходе эволюции. Хотя примеры эукариот, лишённых полиаденилирования, неизвестны, у бактерии Mycoplasma gallisepticum и галофильной археи Haloferax volcanii эта модификация отсутствует.
Наиболее древним полиаденилирующим ферментом является полинуклеотидфосфорилаза. Этот фермент входит в состав бактериальных деградосом и экзосом архей — двух близкородственных комплексов, расщепляющих РНК на нуклеотиды. Этот фермент разрушает РНК, атакуя по фосфату связь между двумя самыми ближними к 3'-концу нуклеотидами, отрывая от РНК дифосфатный нуклеотид. Эта реакция обратима, поэтому этот фермент может и удлинить 3'-конец. Гетерополимерный хвост, добавляемый полинуклеотидфосфорилазой, чрезвычайно насыщен аденином. Выбор из всех азотистых оснований именно аденина для этих целей обусловлен, по-видимому, большей, по сравнению с другими нуклеотидами, концентрацией АДФ, потому что АДФ образуется при расщеплении АТФ для получения энергии; по-видимому, именно это и стало причиной образования поли(А)-хвоста у ранних форм жизни. Предполагается, что участие поли(А)-хвостов в деградации РНК послужило толчком для дальнейшей эволюции поли(А)-полимераз, которые обеспечивают присоединение поли(А)-хвоста, все азотистые основания которого представлены аденином.
Поли(А)-полимеразы не являются такими древними ферментами, как полинуклеотидфосфорилаза. У бактерий и эукариот они появились независимо от САА-добавляющего фермента — фермента, осуществляющего созревание 3'-концов тРНК. Его каталитический домен не гомологичен таковому у других полимераз. Предполагается, что горизонтальный перенос бактериального САА-добавляющего фермента к эукариотам позволил архееподобному САА-добавляющему ферменту сменить функцию на поли(А)-полимеразную. У некоторых групп организмов, например, архей и цианобактерий, в ходе эволюции поли(А)-полимераза никогда не появлялась.

## История изучения
Впервые полиаденилирование было идентифицировано в 1960-х как ферментативная активность в экстрактах клеточных ядер, полимеризовавшая АДФ, но не АТФ, в полиаденин. Хотя впоследствии такая ферментативная активность была обнаружена в клетках многих типов, её функции были неизвестны до 1971 года, когда поли(А)-последовательности были выявлены в мРНК. Первоначально единственной функцией этих последовательностей считали защиту мРНК от действия нуклеаз, в дальнейшем были установлены роли полиаденилирования в транспорте мРНК из ядра и трансляции. Полимеразы, осуществляющие полиаденилирование, были выделены и охарактеризованы в 1960-х и 1970-х, но большое число дополнительных белков, участвующих в этом процессе, было открыто лишь в начале 1990-х.